# Iwasaki Saburō
Iwasaki Saburō (japanisch 岩崎 三郎; * 11. Oktober 1904 in Hiramaru (heute: Myōkō); † 10. November 1982) war ein japanischer Skilangläufer.
Iwasaki gewann im Jahr 1928 bei den japanischen Studentenmeisterschaften für die Waseda-Universität über 15 km und mit der Staffel und wurde zwei Jahre später über 50 km und mit der Staffel japanischer Meister. Bei seiner einzigen Teilnahme an Olympischen Winterspielen im Februar 1932 in Lake Placid belegte er den 37. Platz über 18 km und den 18. Rang über 50 km. Nach seiner Karriere als Skilangläufer war er Geschäftsführer des japanischen Skiverbandes und danach stellvertretender Vorsitzender.